# 東大阪市立玉串小学校
東大阪市立玉串小学校（ひがしおおさかしりつ たまくししょうがっこう）は、大阪府東大阪市玉串町西にある公立小学校。

## 通学区域
- 玉串町西1～3丁目、玉串町東2～3丁目、玉串元町1丁目5～12番、玉串元町2丁目、花園西町2丁目、若江東町1丁目7番、若江東町2丁目3～6番、若江東町4丁目4～5番、若江東町5丁目2番16～21号、3～5番[1]

## 進路状況
ほとんどの児童は東大阪市立花園中学校へ進学するが、国私立中学校へ進学する児童もいる。